# Santa Cruz del Comercio
Santa Cruz del Comercio és un municipi andalús situat en la part centre-nord de la comarca de Alhama (província de Granada), a uns 49 km de la capital provincial. El terme municipal és un enclavament en Alhama de Granada. L'ajuntament està format pels nuclis de Santa Cruz del Comercio i Valenzuela.